# Абделазіз Бен Тіфур
Абделазіз Бен Тіфур (фр. Abdelaziz Ben Tifour, 25 липня 1927, Алжир — 19 листопада 1970, там само) — французький футболіст, що грав на позиції півзахисника, зокрема, за клуби «Ніцца» та «Монако», а також національну збірну Франції. По завершенні ігрової кар'єри — тренер.
Дворазовий чемпіон Франції. Володар Кубка Франції. Чемпіон Алжиру.

## Клубна кар'єра
У футболі дебютував 1945 року виступами за команду «Есперанс», в якій провів один сезон. 
Протягом 1946—1948 років захищав кольори команди «Хаммам-Ліф».
Своєю грою за останню команду привернув увагу представників тренерського штабу клубу «Ніцца», до складу якого приєднався 1948 року. Відіграв за команду з Ніцци наступні п'ять сезонів своєї ігрової кар'єри. Більшість часу, проведеного у складі «Ніцци», був основним гравцем команди. За цей час двічі виборював титул чемпіона Франції.
Протягом 1953—1955 років захищав кольори команди «Труа».
1955 року уклав контракт з клубом «Монако», у складі якого провів наступні три роки своєї кар'єри гравця. Граючи у складі «Монако» також здебільшого виходив на поле в основному складі команди.
Завершив професійну ігрову кар'єру у клубі «МК Алжир», за команду якого виступав протягом 1962—1964 років.

## Виступи за збірну
1952 року дебютував в офіційних матчах у складі національної збірної Франції. Протягом кар'єри у національній команді провів у її формі 4 матчі.
У складі збірної був учасником чемпіонату світу 1954 року у Швейцарії, де зіграв з Мексикою (3-2). 

## Кар'єра тренера
Розпочав тренерську кар'єру, ще продовжуючи грати на полі, 1959 року, очоливши тренерський штаб клубу НВФ.
Протягом тренерської кар'єри також очолював команди «Мензель Бузела» та «Кабілія».
Також працював асистентом головного тренера у національній збірній Алжира з 1965 по 1969 рік.
Загинув в автокатастрофі 19 листопада 1970 року на 44-му році життя у місті Алжир. Через три тижні після його смерті на стадіоні 20 серпня 1955 року відбувся матч його пам'яті. Дев'ятеро залишившихся в живих з історичної команди НВФ вперше та востаннє зібралися на футбольному полі в Алжирі.

## Титули і досягнення
- Чемпіон Франції (2):

«Ніцца»: 1950-1951, 1951-1952
- Володар Кубка Франції (1):

«Ніцца»: 1952
- Чемпіон Алжиру (1):

«МК Алжир»: 1963